# 十面体

十面体のサイコロ

十面体（じゅうめんたい。英：decahedron）とは、十個の平面図形で囲まれた立体である。

## 種類
代表的な十面体として、以下のような物がある。
1. 八角柱
2. 正四角台塔
3. 九角錐
4. 双五角錐

| 八角柱 | 正四角台塔 | 九角錐 | 双五角錐 |
| 八角柱 | 正四角台塔 | 九角錐 | 双五角錐 |

## 十面体の、または目として10面を用いるサイコロ
十面体で全ての面を用いるサイコロには、正ねじれ双五角錐のものと双四角錐台のものが存在するが、実用上サイコロにより適しているのは、全ての面が合同な図形となっている前者の方である。
また、立体としては十面体ではないが、目として10面を用いるサイコロとしては、麺棒形によるものがある。

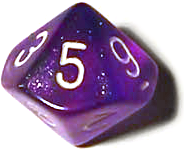
正ねじれ双五角錐による10面ダイス。ホビーショップで通常手に入るタイプで、全ての面が合同な図形となっている。
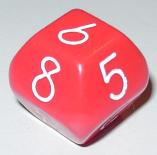
双四角錐台による10面ダイス。このタイプが日本である程度普及しているのは「さんすうセット」教材に含まれているためであるが、面の形状・面積が一様でないため、サイコロとしては実用性に劣る。
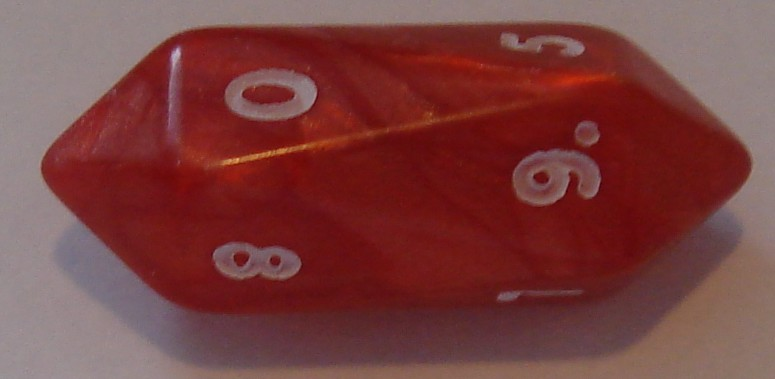
麺棒形による10面ダイス。立体としては十面体ではないが、目として用いる面は全て合同な図形となっている。